# Canyet (Badalona)

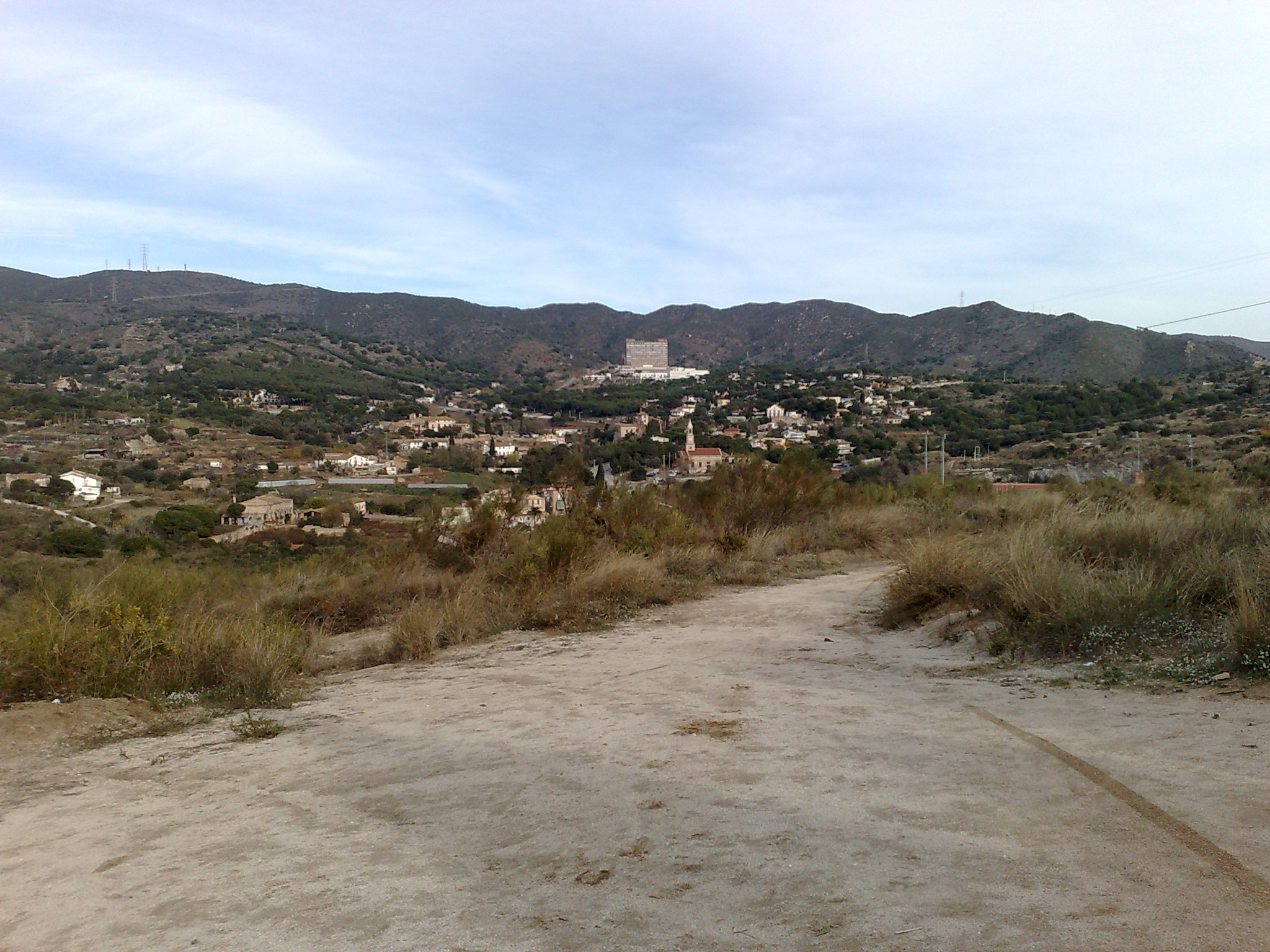
Vista de la vall de Canyet, amb l'Hospital Germans Trias i Pujol al fons.

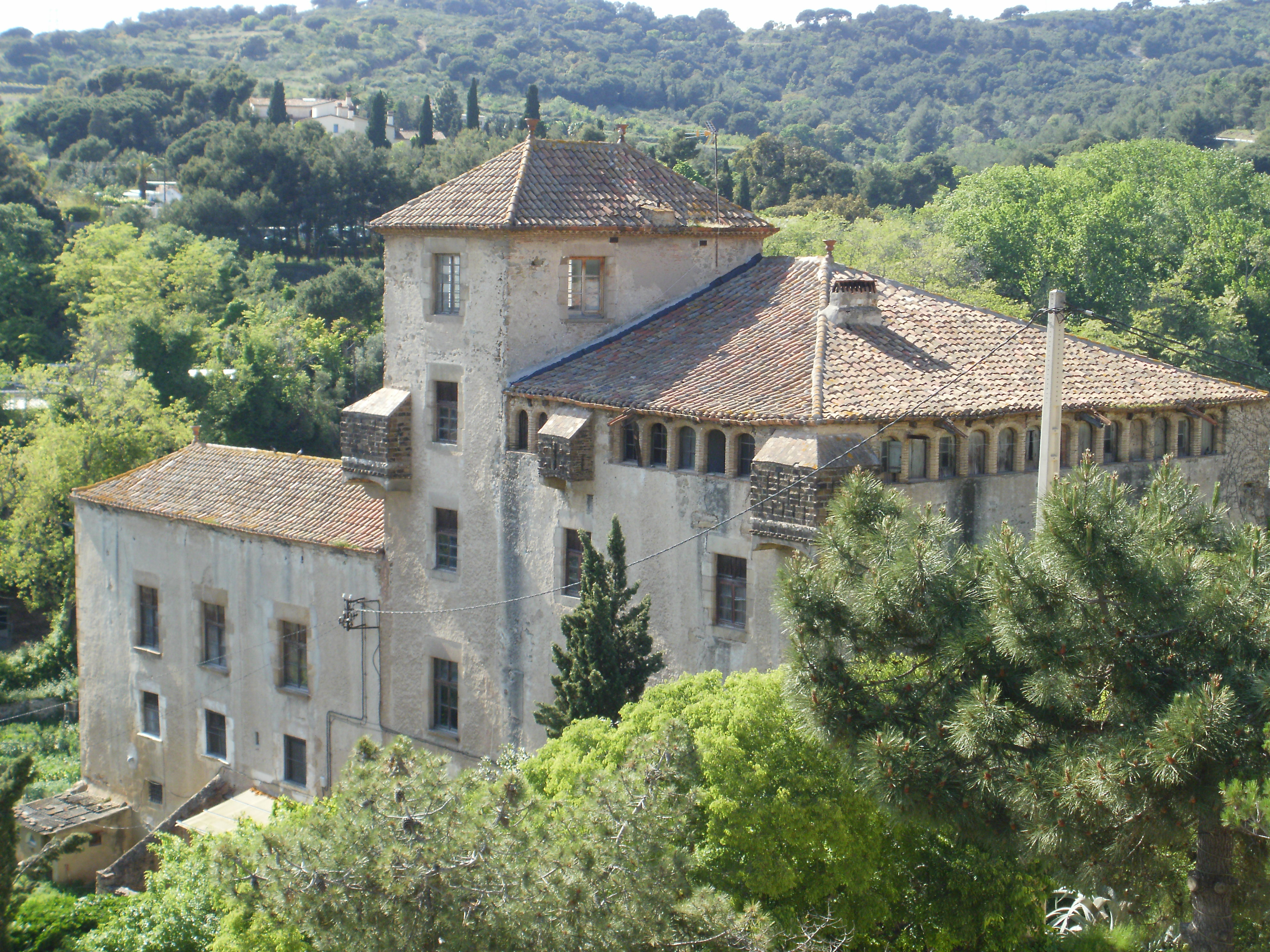
Torre Codina (XVI-XVII)

Canyet és un barri de Badalona (Barcelonès) que ocupa l'extrem septentrional del terme municipal, limitant amb Sant Fost de Campsentelles, Montcada i Reixac, Santa Coloma de Gramenet i els barris de Montigalà, Bonavista i Pomar de Dalt.
És el barri més extens de la ciutat amb 562,78 ha., representa el 26,8% del la superfície del municipi. Per contra la seva població representa només el 0,2% de la població de Badalona amb tan sols 534 habitants, segons el padró de 2013, 269 homes (50,4%) i 265 dones (49,6%).
El barri el formen un conjunt de masies aïllades i uns nuclis més moderns formats a partir de construccions per a estiuejants. Els nuclis d'estiueig aparegueren a la dècada de 1920 i s'han convertit, amb el temps, en primeres residències. Entre els nuclis d'estiueig reconvertits en primeres residències trobem: la colònia de Sant Antoni, a l'entorn de can Campmany; la colònia Sant Jaume, a l'entorn del Mas Oliver i la colònia Sant Jordi, a l'entorn de la Torre Codina.
Cal destacar la seva orografia formada per turons d'una certa altitud que van paral·lels al mar i d'altres perpendiculars, de menys alçada, separant les valls dels torrents i rieres que baixen de les muntanyes. Té un patrimoni natural destacable, sobretot al voltant del torrent de l'Amigó i la Font de l'Amigó, on s'estén una vegetació exuberant de ribera i l'ambient és humit, fresc i confortable. A més s'hi poden trobar amfibis com granotes, gripaus, alguns rèptils, aus diverses, insectes de tota mena i també ratolins de bosc, llebres.

## Llocs d'interès
El monument més important és el Monestir de Sant Jeroni de la Murtra. Destaquen també al barri les restes de les viles romanes de ca l'Alemany, de can Boscà i de la vinya d'en Tries i dels poblats ibèrics del turó d'en Boscà i del turó de les Maleses. Al límit amb el terme de Montcada i Reixac trobem les ermites de Sant Onofre i Sant Climent, oratoris construïts pels monjos de Sant Jeroni l'any 1498 i 1673 respectivament.
De les masies, la seva bona conservació fa que 12 d'elles estiguin incloses en el Pla especial de protecció del patrimoni històric de Badalona. Són les masies de la Torre Codina, Can Trons, Can Ferrater, Can Pujol, Can Butinyà, Can Mora, Mas Amigó, Mas Oliver i Cal Dimoni.